# ハピネス〜幸福歓迎!〜
「ハピネス 〜幸福歓迎!〜」（ハピネス こうふくかんげい!）は、Berryz工房の4枚目のシングル。2004年8月25日にアップフロントワークス（PICCOLO TOWNレーベル）から発売された。

## 概要
- センターは菅谷梨沙子。メインボーカルは夏焼雅、菅谷梨沙子である。
- 初動売上は1.1万枚であり、これは当時の自己最高を記録した[1]。
- カップリング曲「友情 純情 oh 青春」は、映画『Promise Land 〜クローバーズの大冒険〜』主題歌。

## 収録曲
全作詞・作曲：つんく
1. ハピネス 〜幸福歓迎!〜 [3:50]
編曲：守尾崇
2. 友情 純情 oh 青春 [3:35]
編曲：鈴木俊介
3. ハピネス 〜幸福歓迎!～ (Instrumental) [3:50]

## 参加ミュージシャン
ハピネス 〜幸福歓迎!〜
- プログラミング：守尾崇
- ギター：河合英嗣・こーじ
- ベース：小松秀行
- コーラス：稲葉貴子・つんく

友情 純情 oh 青春
- プログラミング&ギター&ベース：鈴木俊介
- ブルースハープ：YOKAN
- コーラス：竹内浩明・つんく